# Risto Hurme
Risto Edvard Hurme (* 16. Mai 1950 in Turku) ist ein ehemaliger finnischer Pentathlet und Fechter.

## Karriere
Hurme war zweimal Teilnehmer bei Olympischen Spielen und trat beide Male im Fechten und im Modernen Fünfkampf an. Bei den Spielen 1972 in München wurde er im Einzel des Modernen Fünfkampfs Achter. Mit der Mannschaft, die aus Hurme, Martti Ketelä und Veikko Salminen bestand, errang er die Bronzemedaille. Im Fechten schied er in der Gruppen-Viertelfinalphase des Degeneinzels aus. 1976 in Montreal erreichte er im Einzel den elften Platz, in der Mannschaftswertung stand ein siebter Platz zu Buche. Im Gegensatz zu den Spielen zuvor trat Hurme im Fechten diesmal in der Mannschaftskonkurrenz an und landete mit dem Degenteam auf einem geteilten elften Rang.
Bei Weltmeisterschaften war ein vierter Platz im Einzel, den er jeweils 1971 und 1973 erreichte, sein bestes Abschneiden.
1969 war er finnischer Meister im Degenfechten. Mit der Mannschaft wurde er zweimal Landesmeister. Hurme studierte an der New York University und betreibt heute eine Zahnarztpraxis in San Antonio.